# Copa América 2028
La Copa América 2028 será la 49.ª edición de este torneo, la principal competencia futbolística entre las selecciones nacionales de América del Sur y la más antigua del mundo, organizada por la Confederación Sudamericana de Fútbol (Conmebol), el ente administrador del fútbol en América del Sur, órgano afiliado a la FIFA.

## Elección del país anfitrión
- Argentina

Según lo informó Bolavip, Conmebol estaría considerando a Argentina como sede; en aquel país ya se menciona cuál sería el listado de estadios que albergarían el torneo. Buenos Aires: el Estadio Monumental, La Bombonera, Estadio Libertadores de América-Ricardo Enrique Bochini y El Cilindro de Avellaneda, La Plata: Ciudad de La Plata, Córdoba: Mario Kempes, Mendoza: Malvinas Argentinas, Santa Fe: Cementerio de los Elefantes, Santiago del Estero: Madre de Ciudades, San Luis: Único de Villa Mercedes, San Juan: San Juan del Bicentenario. Además, de que en 2021 aún se recuerda que esta nación iba a ser la que albergara la competencia, pero por razones sanitarias derivadas de la pandemia, terminó llevándose a Brasil.
- Ecuador

Según el antiguo orden de rotación de anfitriones preestablecido de CONMEBOL, Ecuador (cuya última copa fue en 1993) debería organizar el evento, en febrero de 2024 en una reunión entre Alejandro Domínguez (presidente de la CONMEBOL) y gobierno de Daniel Noboa manifestaron interés en organizar el evento.
Dentro de la postulación se planteó a ocho ciudades ecuatorianas para que reciban a las selecciones participantes y acojan los partidos: Quito, Guayaquil, Manta, Cuenca, Machala, Ambato, Riobamba y Salinas fueron las elegidas por parte del gobierno ecuatoriano.
- Estados Unidos

De acuerdo con el medio brasileño O Globo, existiría un contrato previo entre la Conmebol y la US Soccer para que Estados Unidos sea sede del torneo en las dos próximas ediciones, 2024 y 2028. Sin embargo la realización de los Juegos Olímpicos de Los Ángeles 2028 en dicho país, hace reconsiderar la decisión en un momento; que se desarrolle en Sudamérica.
- Uruguay,  Argentina y  Paraguay

Se plantea la posibilidad de que Uruguay sea sede (en conjunto con Argentina y Paraguay) del torneo con el objetivo de potenciar la infraestructura pensando en el Mundial 2030.
- Bolivia y  Paraguay

Se plantea la posibilidad de que (Bolivia sea sede en conjunto con Paraguay) del torneo con el objetivo de potenciar la infraestructura que tienen ambos países ya que celebraron las ediciones de 1997 y 1999 respectivamente.

## Equipos participantes
Los diez países miembros de la Conmebol participarán de esta edición.
| Equipos participantes | Equipos participantes | Equipos participantes | Equipos participantes | Equipos participantes |
| --------------------- | --------------------- | --------------------- | --------------------- | --------------------- |
| Argentina             | Brasil                | Colombia              | Paraguay              | Uruguay               |
| Bolivia               | Chile                 | Ecuador               | Perú                  | Venezuela             |